# Lago Azul (Última Esperanza)
El lago Azul es un cuerpo superficial de agua ubicado en la Provincia de Última Esperanza, en la Región de Magallanes y de la Antártica Chilena.

## Ubicación y descripción
El lago se encuentra al extremo noroeste del fiordo Última Esperanza.

## Historia
Luis Risopatrón lo describe en su s: de 1924:: 60 
Azul (Lago) 51° 29’ 73° 18'. De 9 a 10 kilómetros de largo, por 2 a 3 km de ancho, de aguas blanquecinas, está orillado por escarpes boscosos, recibe numerosos chorros provenientes del derretimiento de las nieves de eme abundan las sierras vecinas i se encuentra al pié SW del cerro Balmaceda; desagua hacia el E, por un canal somero, al puerto Bellavista, del estero Ultima Esperanza. 156; laguna Blanquita en 1, XXVII, p. 45; i Señoret en 56, mapa de Nordenskjóld (1898).